# Final da Copa do Brasil de Futebol de 2024
A final da Copa do Brasil de 2024 (Copa Betano do Brasil, por questões de patrocínio) foi a 36.ª final da competição desportiva organizada anualmente pela Confederação Brasileira de Futebol, desde 1989. As partidas foram disputadas em formato de ida e volta entre Flamengo, do Rio de Janeiro, e Atlético Mineiro, de Minas Gerais. A primeira partida foi no Maracanã, e a segunda na Arena MRV, conforme sorteio realizado em 24 de outubro. O clube campeão garantiu vaga na fase de grupos da Copa Libertadores de 2025 e na Supercopa Rei de 2025.
O detentor do título, o São Paulo, foi eliminado pelo Atlético Mineiro, que alcançou sua quarta final da competição após eliminar o Vasco da Gama. A equipe carioca chegou à final da competição pela décima vez, sendo a terceira de forma consecutiva, após eliminar o Corinthians.
Essa foi a terceira final disputada entre as equipes, sendo uma vencida pelo Atlético (Supercopa do Brasil de 2022), e uma vencida pelo Flamengo (Campeonato Brasileiro de 1980).

## Regulamento
Foram duas partidas, de ida e de volta. Os horários das partidas e locais foram sorteadas posteriormente, mas as datas foram previamente definidas: 3 e 10 de novembro.
O campeão da competição garantiu vaga na fase de grupos da Copa Libertadores de 2025. Caso o vencedor também conquiste o Campeonato Brasileiro de 2024, a vaga da competição será repassada ao campeonato nacional, não cabendo ao vice-campeão (artigo 5.º do regulamento).

## Arbitragem
Em 30 de outubro, a CBF anunciou os árbitros das partidas: Rafael Rodrigo Klein (Federação Gaúcha de Futebol) apitou a primeira partida, no Maracanã, e Raphael Claus (Federação Paulista de Futebol) apitou a segunda partida, na Arena MRV. Ambos árbitros do quadro da FIFA.

## Finalistas
| Time             | Participações em finais (em negrito os títulos conquistados) |
| ---------------- | ------------------------------------------------------------ |
| Atlético Mineiro | 3 (2014, 2016, 2021)                                         |
| Flamengo         | 9 (1990, 1997, 2003, 2004, 2006, 2013, 2017, 2022, 2023)     |

## Caminhos até a final
| Flamengo                                                             | Flamengo     | Flamengo     | Flamengo     | Fase          | Atlético Mineiro | Atlético Mineiro | Atlético Mineiro | Atlético Mineiro |
| Oponente                                                             | Ida          | Volta        | Agregado     | Fase          | Oponente         | Ida              | Volta            | Agregado         |
| -------------------------------------------------------------------- | ------------ | ------------ | ------------ | ------------- | ---------------- | ---------------- | ---------------- | ---------------- |
| Não disputou                                                         | Não disputou | Não disputou | Não disputou | Primeira fase | Não disputou     | Não disputou     | Não disputou     | Não disputou     |
| Não disputou                                                         | Não disputou | Não disputou | Não disputou | Segunda fase  | Não disputou     | Não disputou     | Não disputou     | Não disputou     |
| Amazonas                                                             | 1–0 (C)      | 1–0 (F)      | 2–0          | Terceira fase | Sport            | 2–0 (C)          | 0–1 (F)          | 2–1              |
| Palmeiras                                                            | 2–0 (C)      | 0–1 (F)      | 2–1          | Oitavas       | CRB              | 2–2 (F)          | 3–0 (C)          | 5–2              |
| Bahia                                                                | 1–0 (F)      | 1–0 (C)      | 2–0          | Quartas       | São Paulo        | 1–0 (F)          | 0–0 (C)          | 1–0              |
| Corinthians                                                          | 1–0 (C)      | 0–0 (F)      | 1–0          | Semifinal     | Vasco da Gama    | 2–1 (C)          | 1–1 (F)          | 3–2              |
|                                                                      |              |              |              |               |                  |                  |                  |                  |
| Legenda: (C) Casa · (F) Fora / Resultado: Vitória · Derrota · Empate |              |              |              |               |                  |                  |                  |                  |

## Partidas

### Primeiro jogo
| 3 de novembro | Flamengo                          | 3 – 1                                            | Atlético Mineiro | Estádio do Maracanã, Rio de Janeiro                                             |
| 16:00 (UTC−3) | De Arrascaeta 11' · Gabi 39', 74' | Súmula (CBF) Borderô (CBF) ESPN Brasil Soccerway | Alan Kardec 79'  | Público: 61 305 Renda: R$ 15 692 580,00 Árbitro: RS Rafael Rodrigo Klein (FIFA) |

|  | Flamengo |  | Atlético-MG |  |

| G            | 1  | Rossi             |     |       |
| LD           | 43 | Wesley            |     |       |
| Z            | 3  | Léo Ortiz         |     |       |
| Z            | 4  | Leo Pereira       |     |       |
| LE           | 26 | Alex Sandro       | 35' | 87'   |
| V            | 8  | Gerson            |     |       |
| V            | 52 | Evertton Araújo   |     |       |
| M            | 14 | De Arrascaeta     |     | 63'   |
| A            | 30 | Michael           |     |       |
| A            | 45 | Gonzalo Plata     |     | 87'   |
| A            | 99 | Gabi              |     | 90+3' |
| Substitutos: |    |                   |     |       |
| G            | 25 | Matheus Cunha     |     |       |
| G            | 49 | Dyogo Alves       |     |       |
| LD           | 2  | Varela            |     | 90+3' |
| Z            | 15 | Fabrício Bruno    |     | 87'   |
| Z            | 23 | David Luiz        |     |       |
| Z            | 33 | Cleiton           |     |       |
| LE           | 6  | Ayrton Lucas      |     | 87'   |
| M            | 29 | Allan             |     |       |
| M            | 37 | Carlos Alcaraz    |     | 63'   |
| M            | 20 | Matheus Gonçalves |     |       |
| M            | 19 | Lorran            |     |       |
| A            | 54 | Shola             |     |       |
| Técnico:     |    |                   |     |       |
| Filipe Luís  |    |                   |     |       |

| G              | 22 | Éverson           | 90+7' |     |
| Z              | 2  | Lyanco            |       | 78' |
| Z              | 21 | Rodrigo Battaglia |       |     |
| Z              | 8  | Junior Alonso     |       |     |
| LD             | 6  | Gustavo Scarpa    |       | 78' |
| M              | 23 | Alan Franco       |       |     |
| M              | 5  | Otávio            |       | 68' |
| LE             | 44 | Rubens            |       |     |
| A              | 7  | Hulk              |       |     |
| A              | 13 | Guilherme Arana   | 53'   | 68' |
| A              | 10 | Paulinho          |       |     |
| Substitutos:   |    |                   |       |     |
| G              | 31 | Matheus Mendes    |       |     |
| Z              | 3  | Bruno Fuchs       |       |     |
| Z              | 16 | Igor Rabello      |       |     |
| LD             | 25 | Mariano           |       |     |
| LD             | 26 | Renzo Saravia     |       | 78' |
| V              | 15 | Zaracho           |       | 68' |
| V              | 17 | Igor Gomes        |       |     |
| M              | 27 | Paulo Vitor       |       |     |
| A              | 11 | Eduardo Vargas    |       |     |
| A              | 14 | Alan Kardec       |       | 78' |
| A              | 30 | Brahian Palacios  |       |     |
| A              | 45 | Alisson           |       | 68' |
| Técnico:       |    |                   |       |     |
| Gabriel Milito |    |                   |       |     |

|  |

### Segundo jogo
| 10 de novembro | Atlético Mineiro | 0 – 1                                      | Flamengo          | Arena MRV, Belo Horizonte                                                |
| 16:00 (UTC−3)  |                  | Súmula Borderô (CBF) ESPN Brasil Soccerway | Gonzalo Plata 81' | Público: 40 333 Renda: R$ 10 410 129,58 Árbitro: SP Raphael Claus (FIFA) |

|  | Atlético-MG |  | Flamengo |  |

| G              | 22 | Éverson           |       |     |
| Z              | 2  | Lyanco            | 37'   | 45' |
| Z              | 21 | Rodrigo Battaglia |       |     |
| Z              | 8  | Junior Alonso     |       |     |
| V              | 15 | Zaracho           |       | 70' |
| LD             | 6  | Gustavo Scarpa    |       | 69' |
| M              | 23 | Alan Franco       |       |     |
| M              | 5  | Otávio            |       | 45' |
| A              | 7  | Hulk              |       |     |
| A              | 13 | Guilherme Arana   |       | 77' |
| A              | 10 | Paulinho          |       |     |
| Substitutos:   |    |                   |       |     |
| G              | 31 | Matheus Mendes    |       |     |
| Z              | 16 | Igor Rabello      |       |     |
| Z              | 4  | Mauricio Lemos    |       |     |
| LD             | 25 | Mariano           |       |     |
| LD             | 26 | Renzo Saravia     | 90+6' | 45' |
| LE             | 44 | Rubens            |       | 77' |
| M              | 20 | Bernard           |       | 70' |
| V              | 17 | Igor Gomes        |       |     |
| M              | 27 | Paulo Vitor       |       |     |
| A              | 11 | Eduardo Vargas    |       |     |
| A              | 14 | Alan Kardec       |       | 45' |
| A              | 45 | Alisson           |       | 69' |
| Técnico:       |    |                   |       |     |
| Gabriel Milito |    |                   |       |     |

| G            | 1  | Rossi             |     |     |
| LD           | 43 | Wesley            |     |     |
| Z            | 3  | Léo Ortiz         |     |     |
| Z            | 4  | Leo Pereira       |     | 89' |
| Z            | 5  | Pulgar            | 39' |     |
| LE           | 26 | Alex Sandro       |     |     |
| V            | 8  | Gerson            |     |     |
| V            | 52 | Evertton Araújo   | 64' |     |
| M            | 14 | De Arrascaeta     |     | 59' |
| A            | 30 | Michael           |     | 69' |
| A            | 99 | Gabi              |     | 45' |
| Substitutos: |    |                   |     |     |
| G            | 25 | Matheus Cunha     |     |     |
| LD           | 2  | Varela            |     |     |
| Z            | 15 | Fabrício Bruno    |     | 59' |
| Z            | 23 | David Luiz        |     | 89' |
| LE           | 6  | Ayrton Lucas      |     |     |
| M            | 29 | Allan             |     |     |
| M            | 37 | Carlos Alcaraz    |     |     |
| M            | 20 | Matheus Gonçalves |     |     |
| M            | 19 | Lorran            |     |     |
| A            | 27 | Bruno Henrique    |     | 45' |
| A            | 45 | Gonzalo Plata     |     | 69' |
| Técnico:     |    |                   |     |     |
| Filipe Luís  |    |                   |     |     |

| Bandeirinhas: SP Neuza Ines Back (FIFA) SP Danilo Ricardo Simon Manis (FIFA) Quarto árbitro: SP Matheus Delgado Candançan Quinto árbitro: GO Fabricio Vilarinho da Silva (FIFA) Árbitro assistente de vídeo: SP Daiane Muniz (FIFA) |

## Premiação
| Copa do Brasil de Futebol de 2024 |
| Rio de Janeiro                    |
| --------------------------------- |
| FLAMENGO Campeão (5.º título)     |